# Позивање на новитет
Позивање на новитет (лат. Argument ad novitatem - аргумент из новитета) је логичка грешка која настај када се тврди да је нешто тачно или боље само зато што је ново. У поређењу између досадашњег и новог, апеловање на новитет није замена за аргумент. Ова грешка се заснива на две претпоставке које нису увек нужно тачне:
- Прецењивање новог под претпоставком да је обавезно боље.
- Потцењивање статуса кво под претпоставком да је обавезно горе.

Истраживање може доказати да су ове претпоставке истините, али је погрешно то што се закључује само из опште тврдње да је "ново увек боље".
Позивање на новитет се базира на претпоставци да се људи увек тврде да побољшају резултате свог рада. Но то је погрешно, јер се занемарују мотив, промена радне снаге и многи други фактори који могу утицати на коначни резултат.
Супротно од ове грешке је позивање на традицију.

## Примери
- Желиш да смршаш? Држи се ове нове дијете и видећеш резултате брзо.

Да ли је дијета научно проверена? Јесу ли њени резултати потврђени. Не може бити добра само зато што је нова.
- Компанија ће сада бити успешнија, јер смо направили реорганизацију.

Да ли је реорганизација била смислена или ће бити боља само зато што је уведена нова промена?
- Ова влада ће бити боља од претходне.

На основу чега се ово закључује?